# Kari Lehtonen
Kari Lehtonen (* 16. November 1983 in Helsinki) ist ein ehemaliger finnischer Eishockeytorwart. Zwischen 2004 und 2018 bestritt er 649 Partien für die Atlanta Thrashers und die Dallas Stars in der National Hockey League (NHL). Die Trashers hatten ihn im NHL Entry Draft 2002 an zweiter Position ausgewählt, was ihn bis heute zum am höchsten ausgewählten europäischen Torhüter der Ligahistorie macht. Mit der finnischen Nationalmannschaft nahm Lehtonen unter anderem an den Olympischen Winterspielen 2014 teil.

## Karriere

### Jugend
Lehtonen begann seine Karriere in den Nachwuchsmannschaften von Jokerit Helsinki, für das er bis 1999 vor allem in der C-Junioren- und B-Junioren-SM-sarja zum Einsatz kam. Während der Saison 1999/2000 gehörte er bei zwei SM-liiga-Spielen zum Herrenkader Jokerits, saß aber als Ersatzmann ausschließlich auf der Reservebank. Ansonsten spielte er für die Junioren von Jokerit in der A-Junioren-SM-sarja, wo er vor allem in den Playoffs mit einem Gegentorschnitt von 1,11 und einer Fangquote von 95,2 Prozent zu überzeugen wusste. Aufgrund der gezeigten Leistungen bei den Junioren wurde Lehtonen in der folgenden Spielzeit zeitweise in den Herrenkader aufgenommen, gehörte bei 20 Spielen der ersten Liga als Ersatz von Pasi Nurminen zum Kader und kam zu vier Einsätzen, wovon er vier gewinnen konnte.
In der Spielzeit 2001/02 war er zunächst als Back-Up von Jamie Ram eingeplant, erkämpfte sich aber im Saisonverlauf dessen Position als Stammtorhüter und bestritt letztlich elf der zwölf Playoff-Partien. Jokerit wurde, auch aufgrund von Lehtonens überragendem Spiel, Finnischer Meister. Lehtonen wurde aufgrund seiner herausragenden Leistungen mit der Jari-Kurri-Trophäe als wertvollster Spieler der Playoffs und der Urpo-Ylönen-Trophäe als Torhüter des Jahres ausgezeichnet sowie in das All-Star-Team der Liga gewählt.
Die gezeigten Leistungen in Finnland bewogen die Atlanta Thrashers, Lehtonen während des NHL Entry Draft 2002 an zweiter Stelle auszuwählen, womit er bis heute der am höchsten gedraftete europäische Torwart der Ligahistorie ist. Ebenso ist der der am höchsten ausgewählte finnische Profi, gemeinsam mit den später folgenden Aleksander Barkov, Patrik Laine und Kaapo Kakko. Lehtonen blieb ein weiteres Jahr bei Jokerit und erreichte mit seinem Team bei erneut hervorragenden Torhüterleistungen den vierten Platz der SM-liiga.

### NHL
Im Sommer 2003 wechselte der Finne nach Nordamerika und spielte zunächst in der American Hockey League für das Farmteam der Thrashers, die Chicago Wolves. Zur Mitte der Spielzeit nahm er am AHL All-Star Classic teil. Zudem wurde er mehrfach in den NHL-Kader der Thrashers berufen, wobei er insgesamt vier NHL-Spiele absolvierte, die sein Team allesamt gewann. Eines dieser Spiele beendete Lehtonen ohne Gegentreffer, so dass er seinen ersten Shutout in der National Hockey League feiern konnte. Mit einer Fangquote von 95,3 Prozent und einen Gegentorschnitt von 1,25 in den vier Spielen setzte er ein Zeichen im Kampf um die begehrten Stammplätze. Dieser Kampf kam jedoch nicht zur Entfaltung, da die NHL-Saison 2004/05 wegen eines Spielerstreiks und Lockouts abgesagt wurde. Lehtonen spielte daher weiter in der AHL für die Chicago Wolves. Mit den Wolves erreichte er das Playoff-Finale um den Calder Cup und absolvierte dabei 57 Spiele für die Wolves, wovon 38 gewonnen wurden und erreichte mit 92,9 Prozent gehaltenen Schüssen und einem Gentorschnitt von 2,27 wieder sehr gute Statistiken. Daher holten ihn die Thrashers im Sommer 2005 in den NHL-Kader und beförderten ihn zum Stammtorhüter.
Im Eröffnungsspiel der Saison 2005/06 gegen die Florida Panthers wurde Lehtonen schwer an der Leiste verletzt, als der Panthers-Spieler Nathan Horton mit ihm kollidierte. Lehtonen musste 35 Spiele pausieren, bevor er in den Spielbetrieb zurückkehrte und 38 Saisonpartien bestritt. Am 6. April 2006 verletzte er sich bei einem Zusammenstoß mit Chris Dingman von den Tampa Bay Lightning erneut.
Vor Beginn der Saison 2006/07 war er wieder einsatzfähig und stellte mit 167 Minuten und 56 Sekunden ohne Gegentor einen neuen Teamrekord auf, der vorher von Michael Garnett gehalten wurde. Am 8. Februar 2007 stellte Lehtonen einen neuen Teamrekord mit 49 gewonnenen Saisonspielen auf, der zuvor von Pasi Nurminen gehalten wurde. Zudem konnte er bis zum Saisonende in jeder Statistik-Kategorie neue persönliche Bestwerte erreichen. Die Thrashers schafften zum ersten Mal in ihrer Geschichte den Einzug in die Play-offs und Lehtonen etablierte sich endgültig unter den Stammtorhütern der Liga. In den Playoffs schieden die Thrashers in der ersten Runde gegen die New York Rangers aus. Die Rangers dominierten die Serie und Lehtonen zeigte im ersten Spiel nicht die beste Leistung, sodass Ersatztorwart Johan Hedberg das nächste Spiel bestritt, das ebenfalls verloren ging. Im dritten Spiel durfte wieder Lehtonen ins Tor, konnte aber ebenfalls nicht helfen, da die Rangers sieben Mal gegen ihn trafen. Trainer Bob Hartley schenkte im vierten Spiel noch einmal Johan Hedberg das Vertrauen, doch erneut unterlagen die Thrashers und verloren die Serie mit 0:4.
Die Saison 2007/08 begann für Lehtonen mit vier Niederlagen, bevor er sich am 18. Oktober 2007 im Spiel gegen die New York Rangers erneut verletzte und erst am 1. Dezember 2007 wieder spielen konnte, wobei er einen Shutout erreichte. Trotz guter Torhüterleistungen von Hedberg und Lehtonen verpassten die Thrashers die Playoffs. Vor der folgenden Saison wurde sein Vertrag bei den Thrashers verlängert. Anfang November 2008 erlitt Lehtonen eine Rückenverletzung, die ihn zu einer Spielpause von 21 Spielen zwang. Er bestritt insgesamt nur 46 Saisonspiele, in denen er durchschnittlich mehr als drei Tore kassierte. Zudem ging der größere Teil der Spiele verloren, so dass die Thrashers wieder die Playoffs verpassten. Im Sommer 2009 wurde sein Vertrag abermals verlängert, bevor er sich im September eine Rücken-Operation unterzog und zunächst auf unbestimmte Zeit ausfiel. Ende Januar 2010 wurde er zur Konditionierung zu den Chicago Wolves geschickt, für die er vier Spiele absolvierte. Am 9. Februar 2010 wurde er von den Atlanta Thrashers im Tausch gegen Nachwuchs-Verteidiger Iwan Wischnewski und einen Draftpick zu den Dallas Stars transferiert. Dort etablierte sich der Finne ebenfalls im NHL-Aufgebot.
Im Dezember 2017 erreichte Lehtonen den Meilenstein von 300 Siegen in der NHL. Im gleichen Spiel überholte er mit dem insgesamt 624. NHL-Spiel seinen Landsmann Miikka Kiprusoff und war seither der finnische Torwart mit den meisten Einsätzen in der höchsten Liga Nordamerikas – in der Spielzeit 2019/20 jedoch überholte ihn Pekka Rinne. Nach der Saison 2017/18 wurde sein auslaufender Vertrag in Dallas nicht verlängert, was in der Folge das Ende seiner aktiven Karriere bedeutete.

### International
Lehtonen spielte im Juniorenbereich für Finnland bei den U18-Weltmeisterschaften 2000 und 2001 sowie den U20-Weltmeisterschaften 2002 und 2003.
Im Seniorenbereich war er im Kader für die Eishockey-Weltmeisterschaften 2002 und 2004, wurde aber nicht eingesetzt. Bei der Weltmeisterschaft 2007 absolvierte Lehtonen sechs Spiele und wurde am Turnierende als bester Torhüter ausgezeichnet und in das All-Star-Team des Turniers gewählt. Bei den Olympischen Spielen 2014 gewann er mit der finnischen Nationalmannschaft die Bronzemedaille.

## Erfolge und Auszeichnungen
| - 1999 Finnischer U16-Spieler des Jahres - 2002 Finnischer Meister mit Jokerit Helsinki - 2002 Jari-Kurri-Trophäe - 2002 Urpo-Ylönen-Trophäe - 2002 SM-liiga All-Star-Team - 2002 Kalen Kannu | - 2003 Urpo-Ylönen-Trophäe - 2003 SM-liiga All-Star-Team - 2005 Teilnahme am AHL All-Star Classic (nicht gespielt) - 2005 AHL Second All-Star Team - 2007 Teilnahme am NHL YoungStars Game |

### International
| - 2000 Goldmedaille bei der U18-Junioren-Weltmeisterschaft - 2000 Bester Torhüter der U18-Junioren-Weltmeisterschaft - 2001 Bronzemedaille bei der U18-Junioren-Weltmeisterschaft - 2001 Silbermedaille bei der U20-Junioren-Weltmeisterschaft - 2002 Bronzemedaille bei der U20-Junioren-Weltmeisterschaft - 2003 Bronzemedaille bei der U20-Junioren-Weltmeisterschaft | - 2004 2. Platz beim World Cup of Hockey - 2007 Silbermedaille bei der Weltmeisterschaft - 2007 Bester Torhüter der Weltmeisterschaft - 2007 All-Star-Team der Weltmeisterschaft - 2014 Bronzemedaille bei den Olympischen Winterspielen |

## Karrierestatistik

### International
(Legende zur Torhüterstatistik: GP oder Sp = Spiele insgesamt; W oder S = Siege; L oder N = Niederlagen; T oder U oder OT = Unentschieden oder Overtime- bzw. Shootout-Niederlage; Min. = Minuten; SOG oder SaT = Schüsse aufs Tor; GA oder GT = Gegentore; SO = Shutouts; GAA oder GTS = Gegentorschnitt; Sv% oder SVS% = Fangquote; EN = Empty Net Goal; 1 Play-downs/Relegation; Kursiv: Statistik nicht vollständig)